# Chiesa dei Santi Cosma e Damiano (Trento)
La chiesa dei Santi Cosma e Damiano è la parrocchiale di Vela, frazione di Trento in Trentino. Risale al XVII secolo.

## Storia

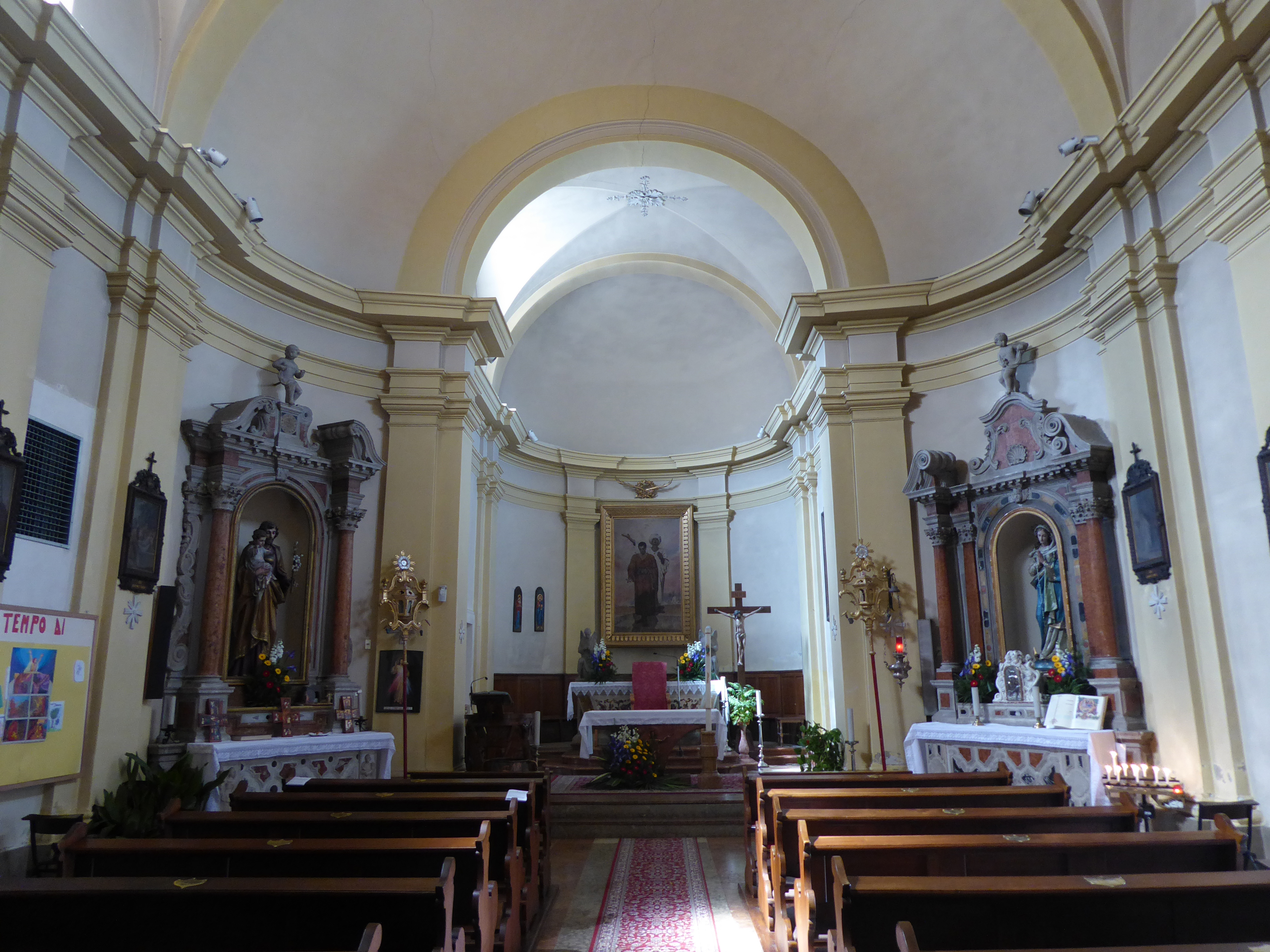
Interno

La prima cappella dedicata ai Santi Cosma e Damiano nella località di Vela risale al 1659, e venne eretta dalla famiglia Sardagna. In seguito, quando fu oggetto di ampliamenti, questo primo edificio venne utilizzato come sacrestia.
Ottenne dignità primissariale nel 1794 e nel 1806 le venne concessa la custodia dell'Eucaristia.
Nel corso del XIX secolo venne eretta la torre campanaria e poco più tardi, nel 1834, le fu concesso il fonte battesimale. Il cantiere per la ricostruzione con ampliamento della primitiva cappella venne aperto nel 1836, ed in una prima fase di lavori venne costruita la parte presbiteriale e poi seguì una pausa nelle attività.
Nel 1840 l'edificio venne benedetto e nel 1842 il vescovo di Trento Giovanni Nepomuceno de Tschiderer la consacrò con cerimonia solenne. Subito dopo venne riaperto il cantiere per la sopraelevazione del campanile e il completamento della sala. Questi lavori vennero conclusi nel 1859.
Tra il 1870 e il 1872 altri lavori comportarono la ristrutturazione delle finestre, della parte del fonte battesimale, del prospetto e del sagrato. La sacrestia venne ampliata. Una nuova sopraelevazione della torre campanaria venne realizzata verso la fine del secolo e, per l'occasione, vennero fuse tre nuove campane.
Ottenne dignità parrocchiale dal 1942 e nel secondo dopoguerra del XX secolo il battistero fu ristrutturato con la contemporanea costruzione di una cappella dedicata al Sacro Cuore.
Nuovi importanti lavori iniziarono negli anni settanta e comportarono rifacimento di copertura e pavimentazione, ritinteggiatura sia interna sia esterna, adeguamento liturgico e interventi per la protezione della struttura dall'umidità. Altri lavori furono necessari dopo il terremoto del 1976, e riguardarono la riparazione dei danni ed il consolidamento statico.
Gli ultimi restauri conservativi si sono avuti nel 2008, quando venne installata una bussola nell'accesso laterale e nel 2012.